# زنوردو
زنوردو (به ایتالیایی: Zenevredo) یک کومونه در ایتالیا است که در استان پاویا واقع شده‌است.

## خصوصیات
زنوردو ۵٫۳ کیلومترمربع مساحت و ۴۵۹ نفر جمعیت دارد و ۲۰۴ متر بالاتر از سطح دریا واقع شده‌است.